# Tarmo Soomere

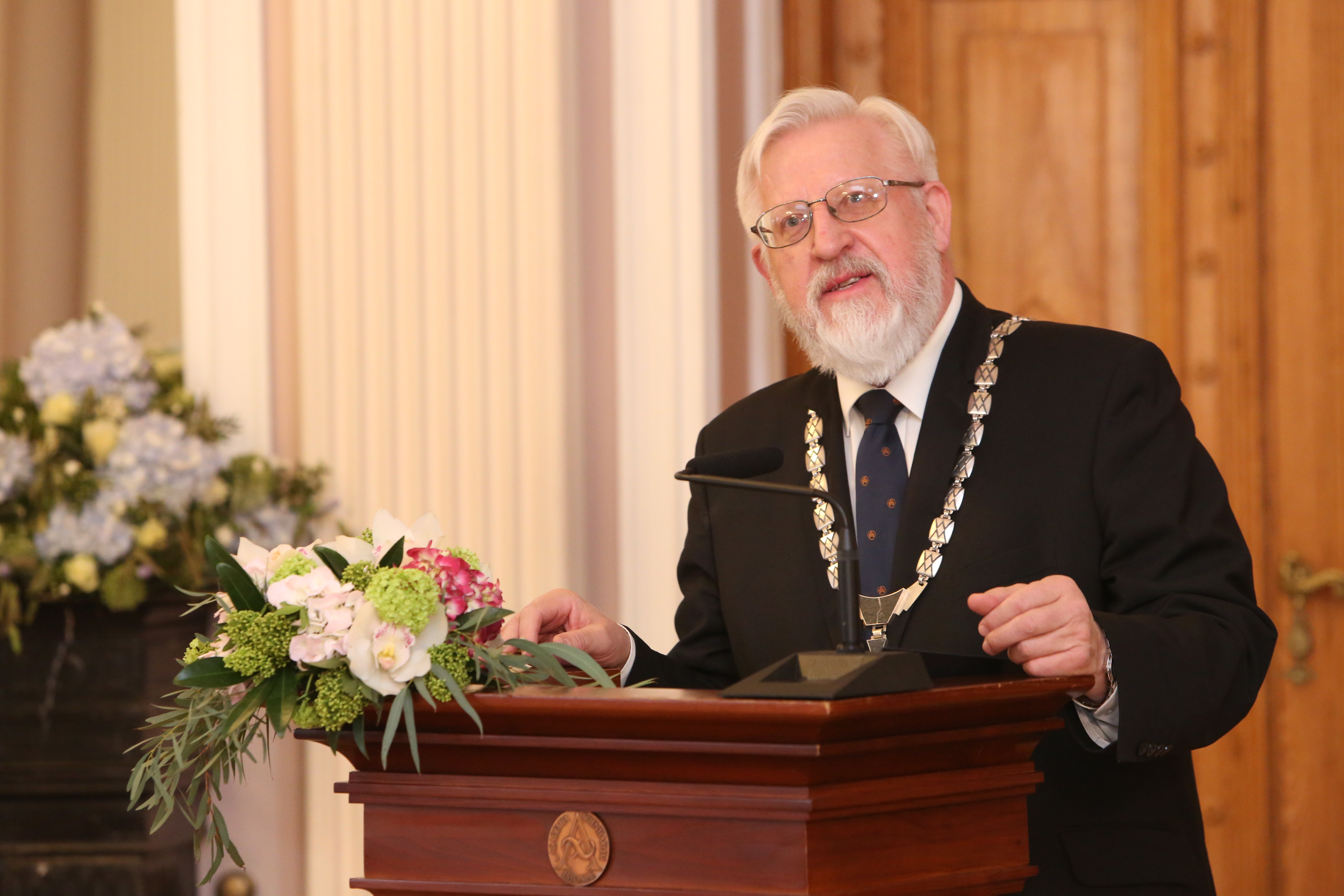
Tarmo Soomere (2021)

Tarmo Soomere (* 11. Oktober 1957 in Tallinn) ist ein estnischer Ozeanologe und Mathematiker. Er ist seit Ende 2014 Präsident der Estnischen Akademie der Wissenschaften.

## Ausbildung
Tarmo Soomere schloss 1974 die Schule in Kohila ab. Von 1974 bis 1977 studierte er an der Staatlichen Universität Tartu Mathematik. 1980 schloss er sein Studium an der Fakultät für Mechanik und Mathematik der Lomonossow-Universität Moskau ab. Er machte sein Kandidatexamen in Physik-Mathematik 1984 im Fach Ozeanologie am Ozeanologischen Institut „P. P. Schirschow“ der Akademie der Wissenschaften der UdSSR in Moskau. Seine Arbeit über Rossby-Wellen trug den Titel „О слабонелинейных взаимодействиях волн Россби“.

## Wissenschaftler
Von 1983 bis 1990 war Soomere als Wissenschaftler an der Ostsee-Abteilung des Instituts für Thermophysik und Eletrophysik der Estnischen SSR tätig. Von 1990 bis 1992 war er als Wissenschaftler an der Abteilung für Meeresphysik des Instituts für Ökologie- und Meeresforschung der Akademie der Wissenschaften der Estnischen SSR beschäftigt. Gleichzeitig unterrichtete er 1990/91 am Tallinner Fernlehrstuhl der Meeresschule für technische Fischproduktion von Kaliningrad. 1991 wurde er Mitglied der Europäischen Geophysikalischen Gesellschaft.
1992 promovierte Soomere in Mathematik an der Universität Tartu. Seine Dissertation trug den Titel „Kinetic theory of Rossby waves“. Von 1992 bis 2000 war Soomere als Wissenschaftler an der Abteilung für Meeresphysik des estnischen Meeresinstituts der Universität Tartu tätig.
Von 1994 bis 1997 bildete er sich mit Unterstützung der Alexander-von-Humboldt-Stiftung am Max-Planck-Institut für Meteorologie in Hamburg fort. Weitere wissenschaftliche Aufenthalte führten ihn an die Universität Uppsala (1999/2000), an das Institut für Küstenforschung des Helmholtz-Zentrums Hereon im schleswig-holsteinischen Geesthacht (2005 und 2011) sowie an die Universität Oslo (2005–2007).
Von 2002 bis 2004 war Soomere stellvertretender Direktor des Instituts für Meeressysteme der Technischen Universität Tallinn (TTÜ). 2003/2004 war er gleichzeitig Leiter des Bereichs Küstenmeer.
Von 2005 bis 2010 war Soomere Professor für Küstentechnologie am Lehrstuhl für Hydro- und Aeromechanik des Instituts für Mechanik der Technischen Universität Tallinn. Gleichzeitig forschte er von 2005 bis 2008 am Institut für Kybernetik der Universität. Ab 2009 war er leitender Wissenschaftler und leitete das Labor für Wellendynamik. 2007 wurde Soomere der Wissenschaftspreis der Baltischen Versammlung verliehen. Im selben Jahr wurde Soomere Mitglied der Estnischen Akademie der Wissenschaften, 2009 Mitglied der Europäischen Akademie der Wissenschaften und Künste und der Academia Europaea.
2010 war er Gastwissenschaftler am Nationalen Ozeanologischen Netzwerk Australiens (ANNiMS) und Ehrenprofessor der James Cook University im australischen Bundesstaat Queensland. 2012 war Soomere Gastprofessor an der Universität Klaipėda in Litauen.
Im Dezember 2014 wurde Tarmo Soomere zum Präsidenten der Estnischen Akademie der Wissenschaften gewählt. 2015 wurde er zum ausländischen Mitglied der Lettischen Akademie der Wissenschaften ernannt. 2018 verlieh ihm die Universität Klaipėda die Ehrendoktorwürde.
Tarmo Soomere hat über 200 wissenschaftliche Veröffentlichungen vorgelegt. Zu seinen Spezialgebieten gehören die geophysikalische Hydrodynamik, die theoretische und praktische Erforschung nicht-linearer Wellen und klimatologische Fragen der Ostsee-Region.

## Privatleben
Tarmo Soomere unterhielt eine Beziehung mit der estnischen Psychologin Sirje Elevant (1957–2005). Aus ihr ging der Sohn Erich (* 1986) hervor.